# Aleksei Prudnikov
Aleksei Pavlovich Prudnikov (em russo, Алексей Павлович Прудников: (Moscou, 20 de março de 1960) é um ex-futebolista profissional russo que atuava como goleiro, campeão olímpico em Seul 1988.

## Carreira
Aleksei Prudnikov foi campeão olímpico com a União Soviética, derrotando o Brasil na final de Seul 1988.